# 白石真梨
白石 真梨（しらいし まり、1986年8月24日 - ）は、日本の女性声優。北海道出身。

## 経歴
少女時代に憧れた職業は花屋だったという。小さい頃『世界名作劇場』シリーズが好きだったという。ただし実際にはリアルタイムで観ていたわけではないが、再放送、ビデオなどで観ていたと語る。元々以前から童話、小説が好きで、それがアニメ化されて、画面を通してキャラクター達の声が聴けて、声自体感銘を受けたという。『世界名作劇場』の中でも、ヒロインものが好きで。白石曰く『赤毛のアン』の主人公、アン・シャーリーが、永遠のヒロインという。しばらくして、アンの声を声優が演じていることを知って、職業としての声優に興味を持つようになったという。アンを演じていた山田栄子は白石にとっては子供の頃からの憧れの人物だったという。
ゆーりんプロに所属していたが、2015年9月末で退所しフリーとなる。

## 人物
趣味はカラオケ、散歩、読書。特技はY字バランス。
資格は普通自動車運転免許。
座右の銘は「大丈夫、なんとかなるよ」。

## 出演
太字はメインキャラクター。

### テレビアニメ
2013年
- ゴールデンタイム（茶道部員B）
- ふたりはミルキィホームズ（女の子B、生徒B）

2014年
- ウィッチクラフトワークス（まい）
- selector infected WIXOSS（アナウンサー）
- まじもじるるも（泉強子）

2015年
- ハイスクールD×D BorN（ウェネラナ・グレモリー）
- ミス・モノクローム -The Animation- 3（北海道子）

2016年
- タブー・タトゥー（フィズール）
- Lostorage incited WIXOSS（友人B、女子生徒）

### ゲーム
2013年
- 大江戸ブラックスミス（梨沙）
- 星霜のアマゾネス（ショーグン）
- メタルマックス4 月光のディーヴァ（ズキーヤ、ジャンヌ）

2015年
- 妖怪百姫たん!（鈴鹿御前）

2016年
- メダロット ガールズミッション（錦乃こい）

### ドラマCD
- WHITE ALBUM2（女子生徒3）

### CM
- マイナビ進学「神戸学院インフォマーシャル」
- アスカ通販番組告知

### VP
- 組みたて有機くん特集
- J:COM リモコン使い方講座
- J:COM スタート＆キャンペーン告知CM
- 学研道徳教材「リズム」
- パチンコオリジナル実践術「パチンコパンチ」
- ラカランディナ「エクストラ ヴァージンオリーブオイル」

### オーディオブック
- ロゥド・オブ・デュラハン
- ロゥド・オブ・デュラハン２